# خولیو اولارتیکوئچیا
خولیو خورخه اولارتیکوئچا (زاده ۱۸ اکتبر ۱۹۵۸ در سالادیو، استان بوئنوس آیرس) بازیکن پیشین آرژانتینی بود که در پست مدافع بازی می‌کرد. او همراه تیم ملی فوتبال آرژانتین در سال‌های ۱۹۸۶ و ۱۹۹۰ در جام جهانی حضور یافت.

## آمار حرفه‌ای

### ملی
| تیم ملی فوتبال آرژانتین | تیم ملی فوتبال آرژانتین | تیم ملی فوتبال آرژانتین |
| سال                     | بازی                    | گل                      |
| ----------------------- | ----------------------- | ----------------------- |
| ۱۹۸۳                    | ۳                       | ۰                       |
| ۱۹۸۴                    | ۰                       | ۰                       |
| ۱۹۸۵                    | ۰                       | ۰                       |
| ۱۹۸۶                    | ۹                       | ۰                       |
| ۱۹۸۷                    | ۵                       | ۰                       |
| ۱۹۸۸                    | ۲                       | ۰                       |
| ۱۹۸۹                    | ۱                       | ۰                       |
| ۱۹۹۰                    | ۸                       | ۰                       |
| Total                   | ۲۵                      | ۰                       |

## افتخارات

### باشگاهی
ریور پلاته
- لیگ برتر فوتبال آرژانتین (1): قهرمانی ملی ۱۹۸۱

### ملی
آرژانتین
- جام جهانی فوتبال (۱): ۱۹۸۶

Olarticoechea's home town of Saladillo, Buenos Aires, installed a roadside monument honoring his football career.